# Ingria szwedzka
Ingria szwedzka (szw. Svenska Ingermanland) – posiadłość Szwecji, istniejąca w latach 1580–1595 i 1617–1721.
Została zdobyta w czasie wojny o dominium Maris Baltici (pol. władztwo Morza Bałtyckiego) w 1580 roku, utracona na rzecz Rosji traktatem w Tiawzinie 18 maja 1595. Ponownie Szwedzi odzyskali te ziemie traktatem w Stołbowie 17 lutego 1617, by ostatecznie stracić je 30 sierpnia 1721 wskutek pokoju w Nystad.